# Guilmécourt
Guilmécourt foi uma comuna francesa na região administrativa da Normandia, no departamento de Sena Marítimo. Estendia-se por uma área de 8 km². Em 2010 a comuna tinha 301 habitantes (densidade: 37,6 hab./km²).
Em 1 de janeiro de 2019, passou a formar parte da nova comuna de Petit-Caux.